# Canyon Blaster
Canyon Blaster is een  stalen familieachtbaan in attractiepark Six Flags Magic Mountain.

## Algemene Informatie
De achtbaan is gemaakt door Miler Coaster Inc. en werd geopend in 1999 in het themagebied Bugs Bunny World. In het thema zijn Road Runner en Wile E. Coyote verwerkt. 
Canyon Blaster is bedoeld als familieachtbaan, maar wordt vooral gebruikt door kinderen. De achtbaan is 2,4 meter hoog, duurt ongeveer vijftig seconden en heeft een capaciteit van tweehonderd personen per uur. De trein bestaat uit 6 karretjes uitgevoerd in mijnkarretjes waar 2 personen naast elkaar kunnen zitten.
Het baanontwerp is anders dan gelijke familieachtbanen van Six Flags parken, zoals bijvoorbeeld Wile E. Coyote Canyon Blaster in Six Flags Over Georgia.